# Disuguaglianza di genere in Corea del Sud
La disuguaglianza di genere in Corea del Sud è un termine che fa riferimento alle opportunità e al trattamento impari che uomini e donne devono affrontare nel proprio paese. Derivato da un profondo e radicato sistema patriarcale, la disuguaglianza di genere in Corea del Sud si è consistentemente classificata come una delle più alte al mondo. Mentre questo fenomeno rimane prevalente per quanto riguarda la sfera economica e politica della nazione, ha invece riscontrato svariati miglioramenti nel sistema sanitario e educativo.

## Statistiche di genere
In seguito alla presenza di vari metodi per calcolare e misurare la disuguaglianza di genere in Corea del Sud, la classificazione di questo fenomeno può variare a seconda delle differenti indagini statistiche. Mentre nell'Indice di Disuguaglianza di Genere (Gender Inequality Index) raccolto dall'UNDP (Programma delle Nazioni Unite per lo sviluppo, in inglese United Nations Development Programme) nel 2017, la Corea del Sud si è classificata decima tra 160 paesi; invece, nel Global Gender Gap Report condotto dal Forum economico mondiale (World Economic Forum) sempre nel 2017, lo stato si è classificato 118° tra 144 nazioni partecipanti. In uno studio del 2013, Branisa et al. spiegano che indici come il Global Gender Gap Report tendono a focalizzarsi sul risultato: ciò significa che prevale l’importanza data alle disuguaglianze di genere in rapporto al benessere. Invece, indici come Social Institutions and Gender Index (SIGI), si concentrano sulle origini di queste disuguaglianze, come per esempio leggi e normative. La Corea del Sud è uno dei tre stati OECD (Organizzazione per la cooperazione e lo sviluppo economico, in inglese Organisation for Economic Co-operation and Development) che non ha ricevuto un punteggio SIGI perfetto. In seguito a questa indagine è stato riportato che la Corea del Sud possiede livelli molto bassi di discriminazione del codice famigliare, livelli bassi di libertà civili e un medio livello per quanto riguarda le risorse e beni.
Nel 2010, il 93% della popolazione coreana partecipante a questi sondaggi, sosteneva che le donne dovrebbero avere uguali diritti rispetto agli uomini, e tra di loro il 73% credeva che ci fosse bisogno di diversi cambiamenti prima di poter raggiungere un tale obiettivo.
| Sottoindici                            | Classifica | Punteggio | Punteggio medio |
| -------------------------------------- | ---------- | --------- | --------------- |
| Partecipazione e uguaglianza economica | 121        | 0.533     | 0.585           |
| Rendimento scolastico                  | 105        | 0.960     | 0.953           |
| Salute e sopravvivenza                 | 84         | 0.973     | 0.956           |
| Crescita potere politico               | 90         | 0.134     | 0.227           |

I dati raccolti nel 2017 confermano che tutti i sottoindici (salute e sopravvivenza, rendimento scolastico, partecipazione e uguaglianza economica e crescita del potere politico) mostrano un miglioramento rispetto al 2006 (l’anno della prima pubblicazione di questa indagine annuale).
In confronto alle altre nazioni, la Corea del Sud si classifica tra i posti più alti riguardo agli ambiti di salute e sopravvivenza (84°), crescita del potere politico (90°), rendimento scolastico (105°); mentre invece si classifica tra i posti più bassi riguardo alla partecipazione e all'uguaglianza economica(121°).
| Indicatori                                         | Rapporti uomini-donne in Corea del Sud | Rapporto medio uomini-donne |
| -------------------------------------------------- | -------------------------------------- | --------------------------- |
| Uguaglianza salariale per lavori simili            | 0.51                                   | 0.634                       |
| Reddito da lavoro stimato                          | 0.45                                   | 0.509                       |
| Legislatori, alti funzionari e dirigenti           | 0.12                                   | 0.320                       |
| Iscrizione all'istruzione terziaria                | 0.77                                   | 0.938                       |
| Donne in parlamento                                | 0.20                                   | 0.205                       |
| Donne in incarichi ministeriali                    | 0.10                                   | 0.100                       |
| Anni con donne a capo dello stato (ultimi 50 anni) | 0.10                                   | 0.104                       |

## Storia
La disuguaglianza di genere in Corea del Sud è stata perpetuata e rinforzata da pratiche ed eventi storici, come la schiavitù sessuale militare e lo scandalo di Park Geun-Hye.  Tuttavia, la Corea del Sud contemporanea ha fatto enormi progressi nel tentativo di ridurre tale disuguaglianza, attraverso legislazioni e proclamazioni di leggi.

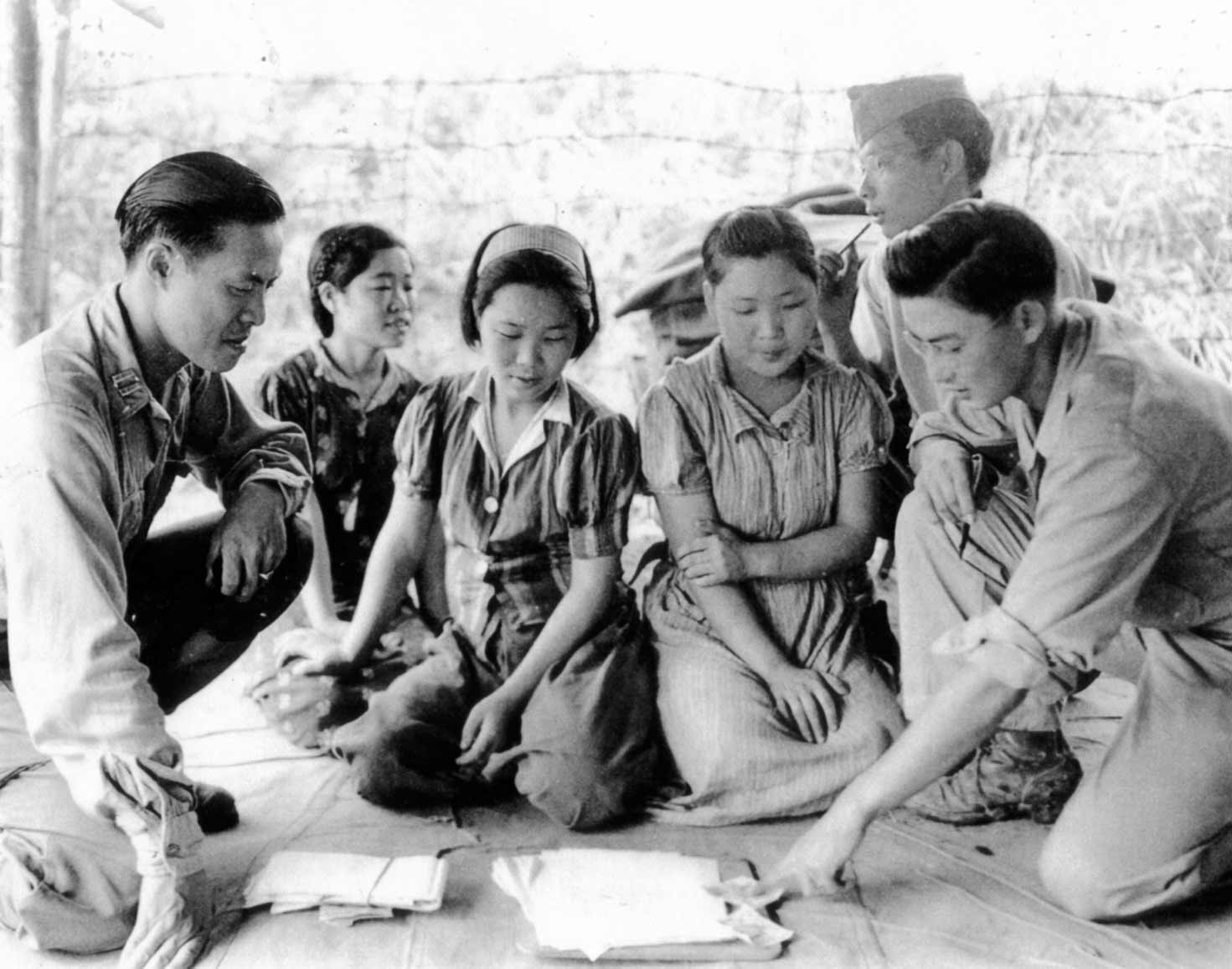
"Donne di conforto" coreane interrogate dai sergenti dell'esercito statunitense ne 1944.

### Schiavitù sessuale militare
Nel corso della storia moderna, le donne sudcoreane sono state soggette a schiavitù sessuale militare. Durante la Seconda Guerra Mondiale, migliaia di giovani donne coreane furono costrette a diventare "donne di conforto" per l'esercito imperiale giapponese. Durante la guerra di Corea, gli Stati Uniti hanno arruolato più di un milione di donne sudcoreane nella prostituzione militare.
Secondo gli autori de il Journal of Korean Studies Han e Chu, "le istituzioni militari hanno giustificato e sono dipese dalla discriminazione sistematica delle donne, attraverso la promozione di nozioni di genere quali femminilità e mascolinità, debolezza e forza, conquistati e conquistatori". Han e Chu ritengono che la schiavitù sessuale militare abbia contribuito alle ideologie patriarcali che perpetuano la disuguaglianza di genere nella Corea del Sud.
Inoltre, queste donne furono vittime non solo di violenza, ma anche di sessualizzazione. Ne l'European Journal of Women's Studies, l'autore Yonson Ahn afferma che i soldati di ranghi inferiori hanno inflitto violenza sotto forma di abuso sessuale nei confronti delle donne di conforto, nel tentativo di far fronte al rigido trattamento che ricevevano dai soldati di rango superiore e dalla guerra. Per esercitare il potere e confermare la loro mascolinità, i soldati avevano ciò che Ahn definisce "famiglie ombra". Queste famiglie ombra altro non erano che donne di conforto incinte che facevano affidamento sui soldati per avere stabilità. Questa idea ha perpetuato il quadro esistente di disuguaglianza di genere presente nella tipica famiglia coreana dove gli uomini detengono il ruolo di capofamiglia e più potere decisionale rispetto alla controparte femminile.

### Leggi
Dopo la democratizzazione della Corea, il numero dei movimenti femministi ha subito un notevole aumento.  Il governo coreano ha iniziato ad affrontare questioni relative all'uguaglianza di genere verso la fine del XX secolo con i seguenti atti legislativi:
- Legge sull'occupazione per l'uguaglianza di genere (1987);[15]
- Legge sulla parità di impiego e sulla riconciliazione tra lavoro e famiglia (1989);[17]
- Legge sul benessere di madre e figli (1991);[18]
- Legge sulla punizione della violenza sessuale e protezione delle vittime (1993);[18]
- Legge sullo sviluppo delle donne (1995);[18]
- Legge sulla prevenzione della violenza domestica e sulla protezione delle vittime (1997);[18]

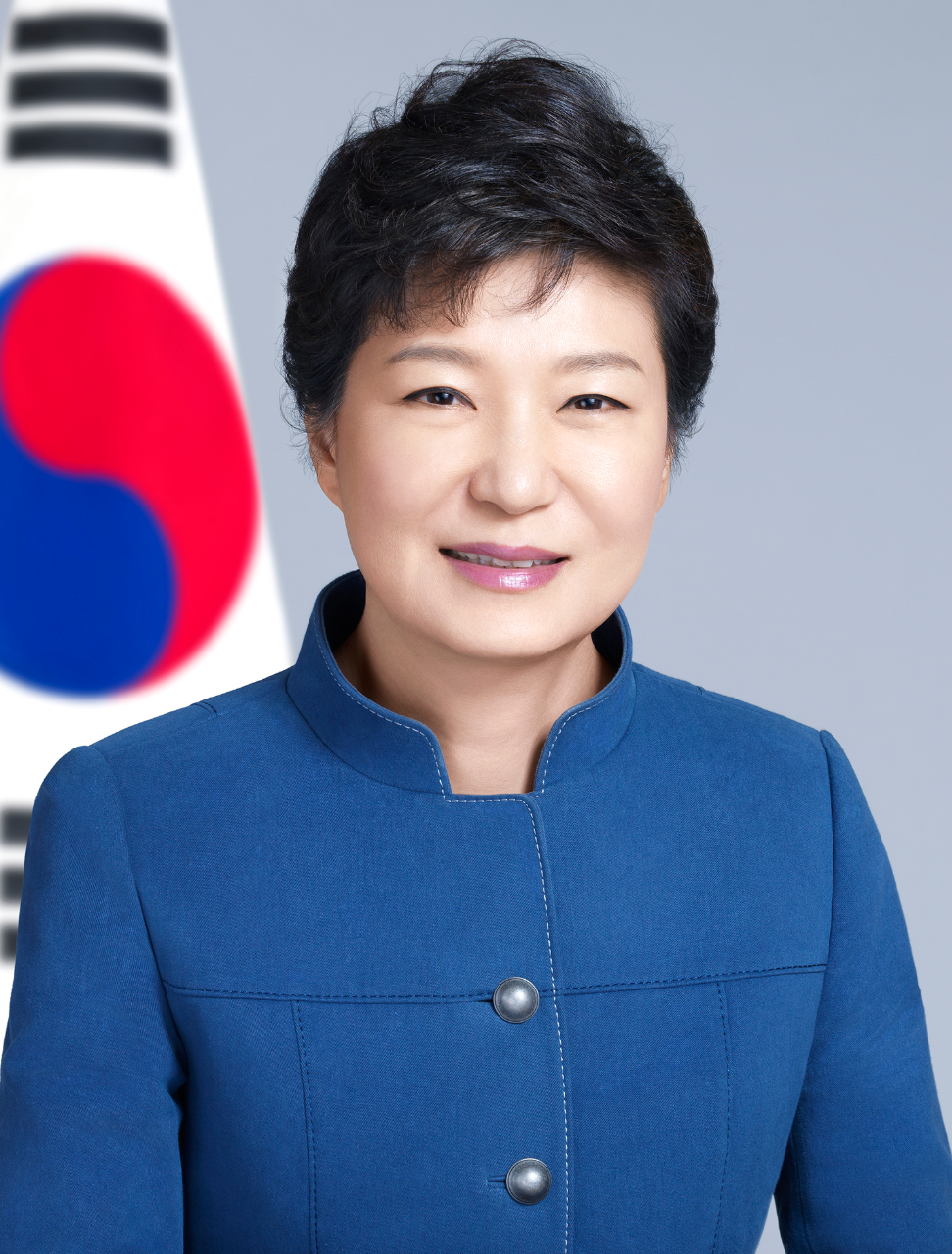
Park Geun-hye

Nel 2005 fu istituito il Ministero dell'Uguaglianza di Genere e della Famiglia e il registro di famiglia patrilineo (hoju) venne abolito. Sebbene l'uguaglianza di genere sia notevolmente migliorata negli ultimi decenni attraverso formulazione di leggi, la disuguaglianza rimane comunque in parte presente nel mercato del lavoro e nella suddivisione dei ruoli lavorativi.

### Park Geun-Hye
Sebbene le donne abbiano ottenuto il diritto di voto e di candidarsi alle elezioni nel 1948, le donne sono state storicamente sottorappresentate nella politica sudcoreana. Quando Park Geun-Hye divenne la prima presidente donna della Corea del Sud nel 2012, molti videro la sua elezione come una vittoria per la parità di genere in Corea del Sud. Quattro anni dopo, il suo scandalo e l'impeachment annullarono qualsiasi progresso compiuto dalla sua elezione lasciando in molti la convinzione che le donne non fossero adatte a guidare un paese.

## Disuguaglianza professionale
La disuguaglianza professionale nella Corea del Sud è inaspettatamente alta tra le società sviluppate. Questo tipo di disuguaglianza può essere vista nelle statistiche concernenti la differenza salariale, i tassi di occupazione, la segregazione occupazionale e il congedo parentale della Corea del Sud.

### Differenza salariale
Nel loro articolo del 2001, Monk-Turner e Turner riportano che “a parità di condizioni, gli uomini guadagnano tra il 33.6% e il 46.9% in più rispetto alle donne con le stesse competenze”. Nel 2017, l’OECD ha classificato la Corea in ultima posizione tra tutte le società OECD per il divario retributivo di genere, posizione rimasta invariata da quando l'OECD pubblicò per la prima volta questa classifica nel 2000. Il divario retributivo di genere in Corea è del 34.6%, mentre la media dell'OECD è del 13.1%. Il divario è aumentato del 7% dal 2000, nonostante il tasso di sviluppo sia stato più lento rispetto ad altre nazioni OECD. Il divario retributivo di genere in Corea è stato definito “il peggiore…tra tutte le nazioni industrializzate”. The Korean gender pay gap has been called "the worst... among the industrialized countries". La Corea si è anche classificata al livello più basso per l’ottavo anno consecutivo nell'indice glass-ceiling pubblicato dal  The Economist nel 2020. L’indice glass-ceiling era determinato dalla prestazione della nazione e basato su nove indicatori, quali il divario salariale, la partecipazione forza lavoro, la rappresentanza in posti di grado superiore, il congedo per maternità retribuito, etc.

### Occupazione
Le donne tendono a lavorare sottopagate, non in regola e ad avere meno probabilità di essere promosse a livelli manageriali più elevati nel luogo di lavoro; comunque, le opportunità di occupazione per le donne in Corea del Sud sono aumentate costantemente degli ultimi decenni. Prima della Guerra di Corea, il tasso d’occupazione femminile era meno del 30%. Nella sua Ricerca Economica per la Corea del 2018, l’OECD ha registrato che il tasso di occupazione femminile si aggirasse intorno al 56.1%, sotto la media (59.3%) per tutti i Paesi OECD, mentre il tasso di occupazione maschile al 75.9%, leggermente superiore alla media OECD (74.7%).
Nel loro documento del 2013, Patterson e Walcutt sostenevano che la disuguaglianza di genere nei luoghi di lavoro avesse radici “in una mancanza di rinforzo legale, un sistema giudiziario debole, una tacita accettazione dello status quo da parte delle donne stesse, una mentalità tradizionale coreana (che consente discriminazione di genere) e una generale mancanza di conoscenza delle regolamentazioni EO (Equal Opportunity, pari opportunità) da parte di molte compagnie”.
In aggiunta alle aspettative sociali e familiari delle donne come principali caregivers, il rapporto dell'OECD riporta che “le donne tendono a ritirarsi dal lavoro una volta avuti figli, fatto dovuto in parte alla carenza di istituti d’istruzione e cura della prima infanzia di alta qualità”. Durante gli anni '70 e '80, le donne lasciavano il lavoro in “una fase molto precoce nella formazione familiare”. Attualmente, lo abbandonano più tardi, di solito appena prima o durante la gravidanza. Questa consuetudine potrebbe essere dovuta alla crescente indipendenza economico-finanziaria delle donne.
Secondo il World Economic Forum, la Corea del Sud si colloca al 124º posto su 149 nazioni al mondo per partecipazione economica e opportunità per le donne. Queste spesso si ritrovano a dover rispondere a domande riguardanti il proprio status di matrimonio o all'eventuale piano di avere figli quando fanno domanda per un lavoro; addirittura viene loro suggerito che i lavori in campi “dominati dagli uomini” non sono appropriati per loro.
Tra le nazioni OECD, la Corea del Sud è in testa con il divario retributivo più alto (35%), mentre il divario retributivo medio OECD si mantiene sul 13.8% e il glass-ceiling si estende sia ai consigli di amministrazione sia ai ruoli di leadership.

### Segregazione professionale
Nonostante il tasso di occupazione femminile sia in aumento, la forza lavoro in Corea risulta ancora divisa a seconda del genere, soprattutto per quanto riguarda la percentuale di lavoratori a tempo pieno e le differenze industriali. Nel 2017 le donne in Corea hanno raggiunto il 39.5% della quota dei lavoratori a tempo pieno, a differenza del loro 62.7% tra i lavoratori part-time. L’alto tasso di occupazione part-time femminile può essere in parte attribuito ai tradizionali ideali Confuciani riguardo ai ruoli di genere, secondo i quali le donne dovrebbero occuparsi della famiglia, della casa e della cura dei bambini. A detta del OECD Employment Outlook Analysis del 2002, l’occupazione part-time permetterebbe, specialmente alle donne, di conciliare la vita professionale e quella familiare.
Oltre alle differenze nel tasso di occupazione part-time e a tempo pieno, la disparità di genere in Corea si manifesta anche mediante la segregazione industriale. In un articolo del 1994, Monk-Turner and Turner osservano che “l’agricoltura e la produzione impegnano il 66.3% di tutte le lavoratrici”, e “un altro 29% delle donne lavora come impiegata, commessa o addetta ai servizi”. Nel 2017, secondo le statistiche dell’Organizzazione Internazionale del Lavoro (International Labour Organization), l’occupazione, sia femminile che maschile, nel settore agricolo era scesa del 5%; l’82.1% delle donne risultava impiegato nel settore dei servizi, l’11.5% nella produzione e l’1.4% nelle costruzioni, a differenza degli uomini, di cui il 61.9% era impiegato nel settore dei servizi, il 20.8% nella produzione e l’11.2% nelle costruzioni. In vent'anni, oltre alla tendenza sempre più diffusa sia tra gli uomini che tra le donne a spostarsi dal settore dell’agricoltura, le lavoratrici donne rimangono ancora fortemente relegate a determinati settori, mentre non sembra accadere lo stesso per gli uomini. Inoltre, il OECD Economic Survey for Korea del 2018 ha riportato che, nell'ambito imprenditoriale, “le imprenditrici si concentrano maggiormente nei settori della sussistenza, come quello della salute e del social welfare, degli alloggi e dei ristoranti, di altri servizi alla persona e riguardanti l’educazione. Ciò sembra dipendere dal loro limitato accesso ai finanziamenti e al loro personale percorso di studi”.

### Congedo parentale
Sebbene la Corea del Sud offra un congedo di maternità di 12 settimane e un congedo di paternità di 53 settimane (il più lungo tra le nazioni OECD), usufruire di quest’opportunità è altamente impopolare e scoraggiato all'interno delle aziende coreane, che forzano le donne a licenziarsi alla nascita dei figli. Di conseguenza, i genitori lavoratori,  specialmente le madri, ricevono uno scarso supporto per il sostentamento e l’educazione dei figli. I fondi pubblici per i congedi parentali, così come lo sviluppo di programmi per l’infanzia, stanno lentamente prendendo piede in Corea del Sud, dove il settore economico dell’assistenza all'infanzia è stato finora prevalentemente privato.

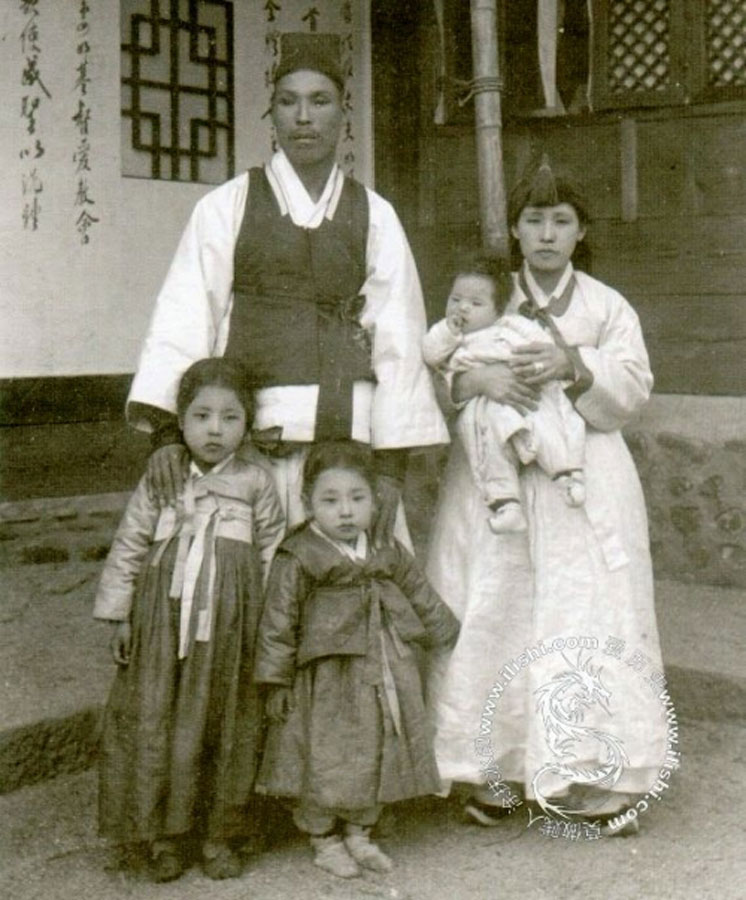
Famiglia coreana nell'Ottocento.

## Disuguaglianza domestica
I valori della famiglia confuciana supportano i ruoli tradizionali dei sessi, dove ci si aspetta che gli uomini facciano lavori “da uomo” e le donne lavori “da donne”. Dato che gli uomini vengono visti come coloro che “portano il pane a casa” nelle famiglie, c’è una forte tendenza culturale che definisce il ruolo delle donne come quello di mogli, madri e coloro che si occupano della casa. Nel 1998, un sondaggio dell’Istituto per lo sviluppo delle donne coreane (Korean Women's Development Institute) dimostrò che la maggior parte delle donne sudcoreane si occupava di tutti i lavori domestici nelle loro case.
Come conseguenza di questa disparità domestica, le donne in Corea del Sud cercano ormai di sposarsi più tardi e avere meno bambini.  Un’indagine del 2007 del Center for Strategic and International Studies, afferma che queste tendenze sono “in molti modi il peggio di entrambi i mondi. La Corea adesso ha una minore tasso di fertilità rispetto a qualsiasi altra nazione sviluppata e uno dei più bassi tassi di partecipazione lavorativa femminile (60% per le donne tra i 25 e i 54 anni, contro il 75% degli Stati Uniti e il 76% dell’Unione Europea). La percentuale delle donne coreane che sostengono sia “necessario” avere dei bambini è scesa dal 90% nel 1991 al 58% nel 2000. Nel 1970, l’età media per il primo matrimonio per le ragazze era di 23 anni; dal 2005 è salita a 28 anni. Questa indagine dimostra come la famiglia tradizionale coreana e la cultura lavorativa debba cambiare affinché vengano evitati seri problemi economici e sociali dovuti all'estremamente basso tasso di fertilità.

## Disuguaglianza di opportunità
Dal ventesimo secolo all’era moderna la percentuale di donne che hanno accesso all'istruzione universitaria è salita, ma rimane bassa rispetto ai numeri delle altre nazioni sviluppate, in particolare quelle che hanno una proporzione più alta di donne istruite rispetto agli uomini.  La prevalenza di una forza lavoro prevalentemente maschile e il controllo stringente dell’educazione dei figli da parte dei genitori ha spinto le donne che perseguono l’istruzione universitaria a considerarla come uno strumento per educare i bambini piuttosto che per fare carriera. Nonostante il 74.9% delle donne sudcoreane tra i 25 e i 34 anni sia in possesso di una laurea, cioè percentuale che è molto più alta rispetto alla media delle nazioni OECD (50.7%), il tasso di occupazione delle donne laureate è il più basso tra gli stessi paesi OECD.
Nell'ambito dell'istruzione primaria e secondaria viene promossa una maggiore partecipazione femminile nei settori STEM. Le istituzioni del settore terziario sono spinte ad assumere sempre più donne.